# 1964-es magyar vívóbajnokság
Az 1964-es magyar vívóbajnokság az ötvenkilencedik magyar bajnokság volt. A férfi tőrbajnokságot július 12-én rendezték meg, a párbajtőrbajnokságot július 16-án, a kardbajnokságot július 17-én, a női tőrbajnokságot pedig július 13-án, mindet Budapesten, a Nemzeti Sportcsarnokban.

## Eredmények
| Versenyszám          | Arany                                     | Arany | Ezüst                               | Ezüst | Bronz                      | Bronz |
| -------------------- | ----------------------------------------- | ----- | ----------------------------------- | ----- | -------------------------- | ----- |
| Férfi tőrvívás       | Gyarmati Béla Újpesti Dózsa               |       | dr. Kamuti Jenő BVSC                |       | Szabó Sándor Újpesti Dózsa |       |
| Férfi párbajtőrvívás | Nemere Zoltán Vasas SC                    |       | Bárány Árpád Bp. Vörös Meteor       |       | B. Nagy Pál Szolnoki MÁV   |       |
| Férfi kardvívás      | dr. Mendelényi Tamás BVSC                 |       | Kovács Attila Vasas SC              |       | Bakonyi Péter Bp. Honvéd   |       |
| Női tőrvívás         | Sákovicsné Dömölky Lídia Bp. Vörös Meteor |       | Újlakiné Rejtő Ildikó Újpesti Dózsa |       | Marosi Paula Újpesti Dózsa |       |